# Przelot
Przelot (Anthyllis L.) – rodzaj roślin należący do rodziny bobowatych. Obejmuje 22 gatunki. Zasięg rodzaju obejmuje Europę, Azję południowo-zachodnią i północną Afrykę. Największe zróżnicowanie gatunków występuje w rejonie Morza Śródziemnego. W Polsce rosną dwa gatunki – przelot alpejski (A. alpestris) i przelot pospolity (A. vulneraria), przy czym pierwszy jest też uznawany za podgatunek drugiego.

## Morfologia
PokrójRośliny jednoroczne, byliny, półkrzewy i krzewy.
LiścieSkrętoległe, nieparzystopierzaste, choć często liście odziomkowe wtórnie jednolistkowe. Przylistków brak lub są bardzo drobne.
KwiatyZebrane w gęste kwiatostany główkowate. Wyrastają z kątów liści, ale wynoszone w górę na szypułach wyglądają na pozornie szczytowe. U nasady szypuły kwiatostanowej wyrastają dwa dłoniastowrębne liście. W obrębie kwiatostanu poszczególne kwiaty niemal siedzące, wsparte drobnymi, szczeciniastymi przysadkami. Kielich zrosłodziałkowy, rurkowaty. Dwa górne ząbki zrastają się i są zwykle większe od dolnych. Korona kwiatu motylkowata, z poszczególnymi płatkami na długich paznokciach, żółtymi, czasem czerwonymi lub białymi. Żagielek wyposażony często w uszka u nasady, skrzydełka tępe, jajowate. Łódeczka schowana w dłuższych skrzydełkach, zgięta i tępa. Wszystkie 10 pręcików złączone są w jedną rurkę, przy czym wszystkie lub połowa ma nitki w górnej części rozszerzone. Słupek osadzony jest na trzonku, w górnej zalążni zawiera dwa zalążki, szyjka jest naga, znamię główkowate.
OwoceStrąki owalne, jednonasienne, niepękające, zamknięte w trwałym i rozszerzającym się podczas owocowania kielichu.

## Systematyka
Pozycja systematyczna rodzaju według APweb (aktualizowany system APG IV z 2016)
Jeden z rodzajów podrodziny bobowatych właściwych Faboideae w rzędzie bobowatych Fabaceae s.l. W obrębie podrodziny należy do plemienia Loteae.
Pozycja systematyczna rodzaju według systemu Reveala (1993-1999)
Gromada okrytonasienne (Magnoliophyta Cronquist), podgromada Magnoliophytina Frohne & U. Jensen ex Reveal, klasa Rosopsida Batsch, podklasa różowe (Rosidae Takht.), nadrząd Fabanae R. Dahlgren ex Reveal, rząd bobowce (Fabales Bromhead), rodzina bobowate (Fabaceae Lindl.), plemię Anthyllideae Buchenau, podplemię Anthyllidinae W.D.J. Koch., rodzaj przelot (Anthyllis L.).
Wykaz gatunków
- Anthyllis aurea Welden ex Host
- Anthyllis barba-jovis L.
- Anthyllis circinnata (L.) D.D.Sokoloff
- Anthyllis cornicina L.
- Anthyllis × currasii P.P.Ferrer, R.Roselló & Guara
- Anthyllis cytisoides L.
- Anthyllis × fortuita Guara & P.P.Ferrer
- Anthyllis × gamisansii Delage, Verlaque, Baumel, C.Piazza & Médail
- Anthyllis hamosa Desf.
- Anthyllis hermanniae L.
- Anthyllis hystrix (Willk. ex Barceló) Cardona, J.Cont. & E.Sierra
- Anthyllis lagascana Benedí
- Anthyllis lemanniana Lowe
- Anthyllis lotoides L.
- Anthyllis montana L. – przelot górski[11]
- Anthyllis onobrychioides Cav.
- Anthyllis polycephala Desf.
- Anthyllis ramburei Boiss.
- Anthyllis rupestris Coss.
- Anthyllis splendens Willd.
- Anthyllis subsimplex Pomel
- Anthyllis tejedensis Boiss.
- Anthyllis terniflora (Lag.) Pau
- Anthyllis vulneraria L. – przelot pospolity
- Anthyllis warnieri Emb.